# Reite auf dem rosa Pferd
Reite auf dem rosa Pferd (Originaltitel: Ride the Pink Horse) ist ein US-amerikanischer Kriminalfilm aus der Ära des Film noir des Regisseurs Robert Montgomery aus dem Jahr 1947. Der Film basiert auf dem gleichnamigen Roman von Dorothy B. Hughes. Die Erstaufführung in Deutschland fand am 16. Januar 1980 im deutschen Fernsehen (WDR) statt.

## Handlung
Mit einem Bus kommt Gagin in San Pablo, einer Kleinstadt in New Mexico, an. Als Rache für den Tod seines besten Freundes Shorty will Gagin den Gangster Frank Hugo erpressen. Währund Gagin auf Hugos Ankunft wartet, spricht ihn der FBI-Agent Bill Retz an. Retz will, dass Gagin ihm alle Informationen, die Hugo belasten, überlässt, damit die Regierung Hugo belangen kann. Gagin sagt, er habe keinerlei Informationen, er sei hier nur als Tourist.
Gagin gelingt es nicht, sich dem FBI-Agenten zu entziehen. Er sucht Zuflucht bei einem Karussell-Betreiber namens Pancho. Hier lernt er die junge Indianerin Pila kennen, die trotz aller Versuche Gagins, nicht von seiner Seite weicht. Pila wird Zeuge eines Mordversuchs an Gagin. Sie und Pancho betreuen den Verletzten. Als Gagin wieder gesund ist, kann Pila ihn nicht umstimmen, sein Vorhaben zu beenden. Gagin kann die Gangsterbande zerschlagen und will sich Hugo annehmen. Doch der wird noch von einem seiner Leute beschützt. Retz, von Pila alarmiert, kann eingreifen und Hugo töten.

## Kritiken
„Düsterer Kriminalfilm, der die Versatzstücke der "Schwarzen Serie" zu einer eigenwilligen Geschichte verdichtet. Mit Gespür für menschliche Werte inszeniert und von hervorragenden Hauptdarstellern getragen.“

## Hintergrund
- Diese Produktion der Universal wurde in und um Santa Fe, New Mexico, gedreht.
- Hauptdarsteller Montgomery, in Personalunion Regisseur, machte hier seine dritte Regie-Arbeit. Insgesamt führte er bei sechs Filmen die Regie.
- Produzentin Harrison, von 1958 bis zu ihrem Tod mit dem Schriftsteller Eric Ambler verheiratet, war zuerst Sekretärin bei Alfred Hitchcock, bevor sie Drehbuchautorin wurde. 1943 wurde sie Produzentin. Von 1955 bis 1962 produzierte sie die TV-Serie Alfred Hitchcock Presents.
- Harrison gelang es, für den Film namhafte Mitarbeiter zu verpflichten: Co-Autor Hecht (Oscars 1929, 1936), Kameramann Metty (Oscar 1961), Filmeditor Dawson (Oscars 1936, 1937, 1939), Set-Decorator Oliver Emert (Oscar 1963), dessen Partner Russell A. Gausman (Oscars 1944, 1961) und Ton-Techniker Leslie I. Carey (Oscar 1955).

## Auszeichnungen
- 1948: Oscar-Nominierung in der Kategorie Bester Nebendarsteller – Thomas Gomez